# Fast Animals and Slow Kids

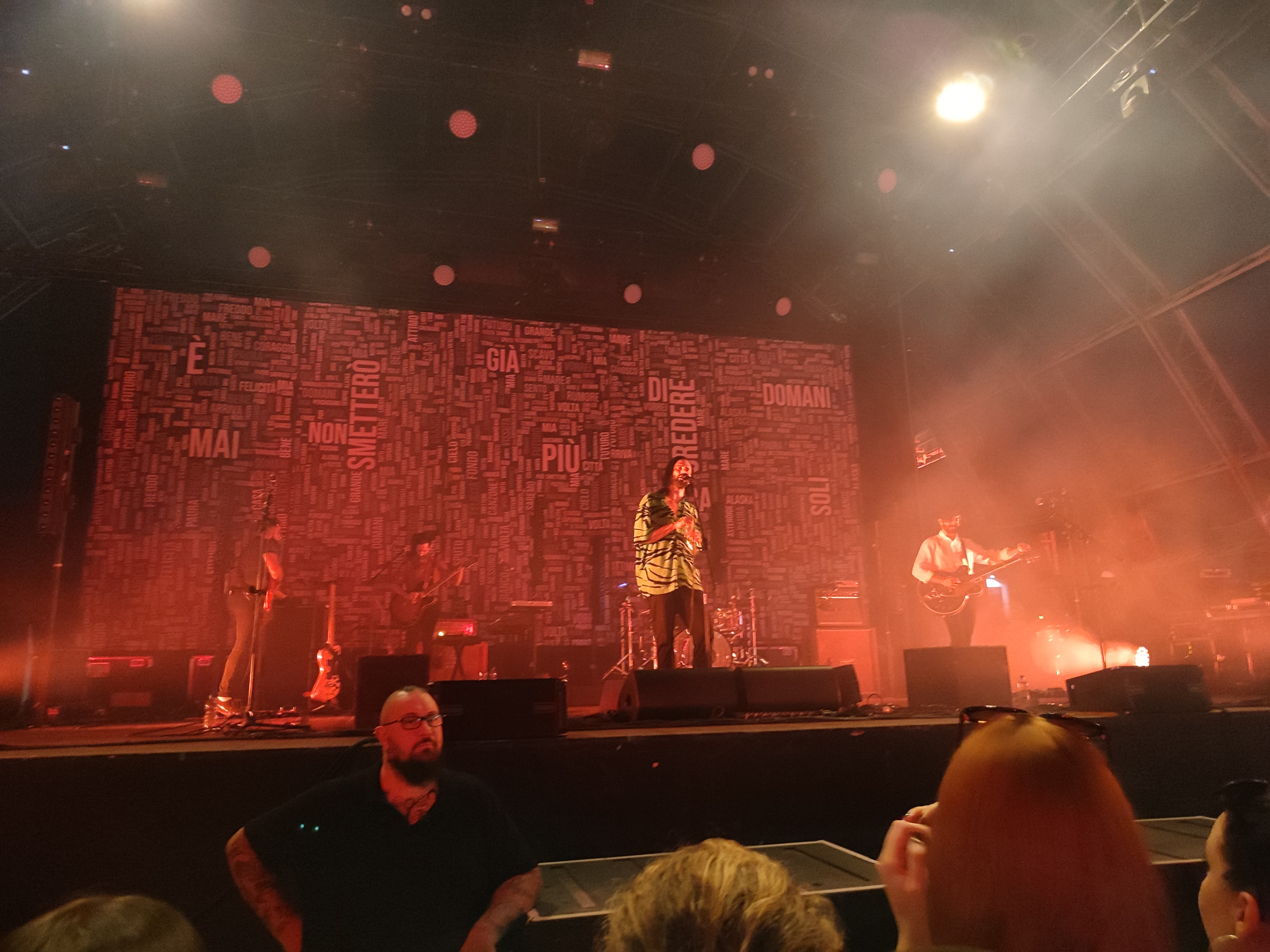
Fast Animals and Slow Kids (2022)

Fast Animals and Slow Kids (FASK) ist eine italienische Pop-Rock-Band aus Perugia.

## Bandgeschichte
Die Band wurde 2008 von Aimone Romizi (Gesang, Gitarre, Perkussion), Alessio Mingoli (Schlagzeug), Jacopo Gigliotti (Bass) und Alessandro Guercini (Gitarre) gegründet. Zusammen schrieben die vier eigene Lieder und traten in Lokalen in Perugia auf. Der Name Fast Animals and Slow Kids ist ein Verweis auf ein Zitat aus der Fernsehserie Family Guy. Mit Auftritten als Vorgruppe für andere Bands wurde FASK bekannter. 2010 legte sie die erste EP Questo è un cioccolatino vor.
Das Debütalbum Cavalli erschien 2011 beim unabhängigen Label Iceforeveryone. Nach einer Phase mit verstärkten Konzerttätigkeiten veröffentlichte die Band 2013 und 2014 beim Label Woodworm die nächsten Alben Hỳbris und Alaska. Es folgte eine kurze Pause, doch 2017 meldete sich die Band mit dem Album Forse non è la felicità zurück, das erstmals die italienischen Albumcharts erreichen konnte und FASK als eine der wichtigsten Vertreterin des italienischen Underground-Rock etablierte.
Nach diesen Erfolgen im Underground wechselte die Band zum Major-Label Warner. In Zusammenarbeit mit dem Produzenten Matteo Cantaluppi wandte sie sich auch musikalisch mehr dem Mainstream zu und das nächste Album Animali notturni erreichte die Top 10 der Charts. Durch die folgende Tournee und einen großen Auftritt beim Konzert des 1. Mai in Rom konnte FASK ihr Publikum deutlich erweitern. Während der COVID-19-Pandemie nahm die Band neue Musik auf und veröffentlichte im Mai 2020 das Lied Come conchilie. Im selben Jahr legte sie außerdem die Graphic Novel Come reagire al presente vor. 2021 arbeitete die Band mit dem Rapper Willie Peyote zusammen, veranstaltete eine Sommertournee und veröffentlichte schließlich, wieder bei Woodworm, das Album È già domani.

## Diskografie
Alben

| Jahr | Titel                   | Höchstplatzierung, Gesamtwochen, AuszeichnungChartsChartplatzierungen (Jahr, Titel, Platzierungen, Wochen, Auszeichnungen, Anmerkungen) | Anmerkungen         |
| Jahr | Titel                   | IT | Anmerkungen         |
| ---- | ----------------------- | --- | ------------------- |
| 2011 | Cavalli                 | — | Iceforeveryone      |
| 2013 | Hỳbris                  | — | Woodworm            |
| 2014 | Alaska                  | — | Woodworm            |
| 2017 | Forse non è la felicità | IT61 (1 Wo.)IT | Woodworm/Audioglobe |
| 2019 | Animali notturni        | IT7 (5 Wo.)IT | Warner              |
| 2021 | È già domani            | IT5 (2 Wo.)IT | Woodworm/Believe    |

Singles (Auswahl)

| Jahr | Titel Album     | Höchstplatzierung, Gesamtwochen, AuszeichnungChartsChartplatzierungen (Jahr, Titel, Album, Platzierungen, Wochen, Auszeichnungen, Anmerkungen) | Anmerkungen |
| Jahr | Titel Album     | IT | Anmerkungen |
| ---- | --------------- | --- | ----------- |
| 2020 | Come conchiglie | IT94 (1 Wo.)IT |             |

## Belege
1. ↑  Alben von Fast Animals and Slow Kids. In: Italiancharts.com. Hung Medien, abgerufen am 2. Dezember 2021.
2. ↑  Archivio classifiche Top Singoli. FIMI, abgerufen am 2. Dezember 2021 (italienisch).